# Nea Morin
Nea Morin   (21 de maig de 1905 - 12 de juliol de 1986) va ser una escaladora i alpinista britànica.
Morin va escalar als Alps a la dècada del 1920, es va unir al Ladies Alpine Club i va conèixer molts escaladors al grup d'alta muntanya francès. El 1928 es va casar amb Jean Morin (1897–1943) i va anar a viure a París. Escalava sovint amb altres dones i defensava la cordée féminine, escalant només amb dones amb corda. Després de la mort del seu marit a la Segona Guerra Mundial, va viure a Tunbridge Wells i va escalar a Anglaterra i Gal·les i va ser membre del Pinnacle Club, només femení. L'any 1941 Morin havia fet la primera ascensió de Clogwyn Y Grochan, la ruta, que té 230 peus d'alçada i amb una graduació molt severa 4b, es diu Nea. També va liderar una ascensió de Curving Crack a Clogwyn du'r Arddu (el penya-segat negre). El 1959, va ser l'única dona de l'equip de sis escaladors britànics que va intentar fer la primera ascensió de l'Ama Dablam de 6.812 metres d'alçada al Nepal.
La seva autobiografia, A Woman's Reach (1968), descriu la seva escalada i els èxits d'altres dones a les muntanyes.